# Egon Eis
 (avril 2023).
Si vous disposez d'ouvrages ou d'articles de référence ou si vous connaissez des sites web de qualité traitant du thème abordé ici, merci de compléter l'article en donnant les références utiles à sa vérifiabilité et en les liant à la section « Notes et références ».
Egon Eis (né Egon Eisler le 6 octobre 1910 à Vienne et mort le 6 septembre 1994 à Munich) est un auteur de romans policiers, scénariste et dramaturge autrichien, utilisant souvent les pseudonymes de Trygve Larsen (notamment pour les adaptations des romans d'Edgar Wallace), Edgar Eis ou Albert Tanner.

## Biographie
Fils d'un entrepreneur de la construction, il s'installe à Berlin dans les années 1920 et écrit, souvent en collaboration avec son frère Otto, plusieurs romans policiers. Il est en même temps scénariste.
En raison de la prise du pouvoir par les nationaux-socialistes en 1933, Eis revient à Vienne en raison de son origine juive. Il écrit principalement des pièces de théâtre. Son œuvre la plus connue, Wasser für Canitoga, est jouée dans 56 villes d'Europe et d'Amérique latine. Après l'Anschluss en Autriche, il émigre en France. En 1940, il se rend au Maroc, en 1941 à Cuba et en 1942 au Mexique. Il continue à être scénariste.
En 1953, Eis revient en Allemagne, où il reste un peu connu. Lorsque Rialto Film entreprend d'adapter les romans d'Edgar Wallace en 1959, Eis est chargé de l'adaptation sur proposition de Franz Marischka, car il avait déjà participé à la première adaptation cinématographique en 1931, Le Traître. Sa première nouvelle adaptation La Grenouille attaque Scotland Yard reprend l'action du roman dans un cadre contemporain. Eis cesse de travailler sur les films inspirés d'Edgar Wallace lorsque son scénario pour Das indische Tuch est refusé et que les adaptations de Wallace sont délaissées par le public.

## Filmographie
- 1930 : Der Tiger
- 1930 : Der Schuß im Tonfilmatelier
- 1930 : Oiseaux de nuit
- 1931 : L’Uomo dall’artiglio
- 1931 : Salto Mortale
- 1931 : Le Traître
- 1931 : Tropennächte
- 1931 : D-Zug 13 hat Verspätung
- 1931 : Das gelbe Haus des King-Fu
- 1931 : Täter gesucht
- 1931 : La Maison jaune de Rio
- 1932 : Teilnehmer antwortet nicht
- 1932 : Schuß im Morgengrauen d'Alfred Zeisler
- 1932 : Coup de feu à l'aube
- 1938 : Prison sans barreaux
- 1939 : Prison Without Bars (en)
- 1939 : Drame à Canitoga (de)
- 1947 : Embrujo antillano (es)
- 1948 : La Casa de la Troya
- 1948 : Algo flota sobre el agua
- 1949 : El Rencor de la tierra
- 1949 : La Dama del velo
- 1950 : Yo quiero ser tonta
- 1950 : Huellas del pasado
- 1951 : Canasta uruguaya
- 1951 : La Mujer sin lágrimas
- 1951 : Muchachas de uniforme
- 1951 : Doña Clarines
- 1951 : El Puerto de los siete vicios
- 1952 : Prisionera del recuerdo
- 1952 : La Mujer que tu quieres
- 1953 : Mujeres que trabajan
- 1954 : Phantom des großen Zeltes
- 1954 : Ein Haus voll Liebe
- 1954 : Victoria et son hussard
- 1959 : La Grenouille attaque Scotland Yard (sous le nom de Trygve Larsen)
- 1960 : Scotland Yard contre Cercle rouge (sous le nom de Trygve Larsen)
- 1961 : Les Mystères de Londres (sous le nom de Trygve Larsen)
- 1961 : Le Narcisse jaune intrigue Scotland Yard (sous le nom de Trygve Larsen)
- 1962 : L'Orchidée rouge (sous le nom de Trygve Larsen)
- 1962 : Le Requin harponne Scotland Yard (sous le nom de Trygve Larsen)
- 1962 : Er kann's nicht lassen (de)
- 1963 : L'Araignée blanche défie Scotland Yard (sous le nom d'Albert Tanner)
- 1964 : Das Wirtshaus von Dartmoor (de) (sous le nom d'Albert Tanner)
- 1969 : Im Auftrag der schwarzen Front (TV)
- 1974 : Die Kugel war Zeuge (TV)
- 1975 : Zwei Finger einer Hand (TV)
- 1981 : Kennwort Schmetterling (TV)
- 1983 : Viadukt
- 1984 : Ein Mann namens Parvus  (TV)
- 1986 : Die Stunde des Léon Bisquet (de) (TV)

## Œuvre littéraire
Liste non exhaustive
- Duell im Dunkel (1957)
- Illusion der Sicherheit (1958) Publié en français sous le titre L'Illusion des remparts, traduit par R. Jouan, Paris, Le Livre contemporain, coll. « L'aventure du passé », 1959 (BNF 32072764)
- Illusion der Gerechtigkeit (1965